# Benzyldraslík
Benzyldraslík je organická sloučenina se vzorcem C6H5CH2K. Vytváří oranžový prášek, který je, podobně jako další organokovové sloučeniny alkalických kovů, velmi reaktivní; reaguje i s většinou rozpouštědel a na vzduchu je nestálý.

## Příprava
Benzyldraslík lze připravit dvoukrokovou transmetalací z p-tolyldraslíku:
(CH3C6H4)2Hg + 2 K → 2 CH3C6H4K + Hg
CH3C6H4K → KCH2C6H5
Novější způsob přípravy využívá butyllithium, terc-butoxid draselný, a toluen.
Jako silnou zásadu pro přípravu draselných solí lze použít také hydrid draselný, benzyldraslík je ale molekulární a reaguje tak rychleji.